# 玛丽亚·科隆博
玛丽亚·科隆博（西班牙語：María Colombo，1962年2月14日—），阿根廷女子曲棍球运动员。她曾代表阿根廷参加1987年泛美运动会曲棍球比赛，获得一枚金牌。她也曾出战1988年夏季奥运会。